# Sahabzada Yaqub Khan

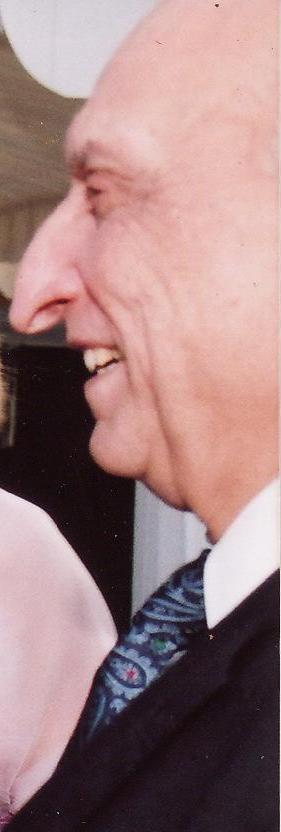
Sahabzada Yaqub Khan (2002)

Sahabzada Mohammad Yaqub Ali Khan (Urdu صاحبزادہ یعقوب خان‎; * 23. Dezember 1920 im Fürstenstaat Rampur, Britisch-Indien; † 26. Januar 2016 in Islamabad) war ein pakistanischer Generalleutnant, Politiker und Diplomat, der unter anderem zwischen 1982 und 1987, von 1988 bis 1991 sowie zwischen 1996 und 1997 Außenminister von Pakistan war.

## Leben
Sahabzada Yaqub Khan absolvierte eine militärische Ausbildung am Rashtriya Indian Military College sowie eine Offiziersausbildung an der Indian Military Academy. Er nahm als Angehöriger des Kavallerieregiments 18th King Edward’s Own Cavalry während des Zweiten Weltkriegs an Kämpfen im Mittleren Osten teil und trat nach der Unabhängigkeit Pakistans vom Vereinigten Königreich am 14. August 1947 in die Streitkräfte Pakistans ein. Er war während des Ersten Indisch-Pakistanischen Kriegs von 1947 bis 1949 zunächst Kommandeur eines Panzerregiments und im Anschluss 1949 Absolvent des Command and Staff College in Quetta. In der Folgezeit wurde er 1951 zum Oberstleutnant sowie 1953 zum Oberst befördert und besuchte zwischen 1953 und 1954 die Militärschule Saint-Cyr.
Khan absolvierte ferner das Imperial Defence College (IDC) in London und wurde nach seiner Beförderung zum Brigadegeneral 1955 1958 Vizechef des Generalstabs des Heeres sowie im Anschluss nach seiner Beförderung zum Generalmajor 1960 Kommandant des Command and Staff College in Quetta. Anschließend wurde er 1960 Kommandeur der 1. Panzerdivision und nahm als solcher 1965 am Zweiten Indisch-Pakistanischen Krieg teil. Danach wurde er Generaldirektor für militärische Operationen sowie 1966 als Nachfolger von Generalleutnant Sher Bahadur Generalleutnant und Chef des Generalstabs des Heeres. Diesen Posten hatte er bis 1969 inne und wurde daraufhin von Generalleutnant Gul Hassan Khan abgelöst. Danach löste er am 23. August 1969 Generalleutnant Kamal Matinuddin als Kommandeur des Oberkommandos Ost ab und hatte dieses bis zu seiner Ablösung durch Generalmajor Muzaffaruddin am 1. September 1969 inne. Zugleich fungierte er zwischen dem 23. August und dem 1. September 1969 als Kriegsrechtsadministrator von Ostpakistan.
Am 24. März 1972 wurde Khan Botschafter in Frankreich und war als solcher bis 1973 auch in Irland und Jamaika akkreditiert. Danach fungierte er als Nachfolger von Sultan Muhammad Khan von 1973 bis zu seiner Ablösung durch Sultan Muhammad Khan 1979 als Botschafter in den Vereinigten Staaten. Nachdem er zwischen 1979 und 1980 Botschafter in der Sowjetunion war, war er vom 20. November 1980 bis 18. Juni 1982 erneut Botschafter in Frankreich. Als Nachfolger von Agha Shahi wurde er am 21. März 1982 erstmals Außenminister und bekleidete dieses Ministeramt in der Regierung von Staatspräsident Mohammed Zia-ul-Haq bis zum 1. November 1987, woraufhin Staatsminister Siddiq Khan Kanju dieses Amt übernahm. Am 9. Juni 1988 wurde er von Staatspräsident Zia-ul-Haq abermals zum Außenminister berufen und hatte dieses Amt bis zum 20. März 1991 in den Regierungen von Staatspräsident Ghulam Ishaq Khan inne. In diese Zeit fiel die Amtszeit der Premierminister Benazir Bhutto, Ghulam Mustafa Jatoi und Nawaz Sharif.
Am 5. November 1996 löste Khan Sardar Asif Ahmad Ali und übernahm zum dritten Mal das Amt des Außenministers. Das Amt des Außenministers in der Regierung von Premierminister Miraj Khalid bekleidete er bis zum 17. Februar 1997.